# هیام مکوبی
هیام مکوبی (انگلیسی: Hyam Maccoby; ۲۰ مارس ۱۹۲۴ – ۲ مهٔ ۲۰۰۴) دانشمند یهودی‌شناس، مورخ، استاد دانشگاه، نویسنده، کتابدار، و متخصص الهیات اهل بریتانیا بود.

## کتاب جلاد مقدس: فداکاری انسان و میراث گناه
از آثار او می‌توان به کتاب جلاد مقدس: فداکاری انسان و میراث گناه چاپ ۱۹۸۳ اشاره کرد. در بخشی از کتاب آمده است:
اما شاید جالب‌ترین داستان دربارهٔ قربانی‌کردن انسان، داستان ابراهیم و ذبح اسحاق باشد، زیرا در اینجا تحول کاملی را نمی‌بینیم که از موضعی ضد قربانی انسان ساخته شده است، بلکه یک مرحله گذار است که در آن اشتیاق برای قربانی انسانی هنوز با میل به لغو آن مبارزه می‌کند. هدف داستان نشان دادن این است که خداوند خود مقرر کرده است که قربانی حیوان جایگزین قربانی انسان شود. در عین حال، داستان هیچ انزجار اخلاقی از ایده فداکاری انسان ندارد. برعکس، به عنوان یک شایستگی فوق‌العاده به ابراهیم نسبت داده می‌شود که او حاضر بود پسر مورد علاقه خود اسحاق را به دستور خدا قربانی کند. ما در اینجا پویایی حرکت تاریخی از قربانی انسان به حیوان را می‌بینیم: از یک سو، این یک گام انقلابی است که به وسیله آن اخلاقی بالاتر به اجرا گذاشته می‌شود. از سوی دیگر، نمی‌توان به سادگی از مزایای قربانی انسان چشم پوشی کرد، و انتقال از قربانی انسان به حیوان باید محتمل به نظر برسد، به این معنا که قربانی حیوان باید همان هاله ای از احترام و تقدس را به دست آورد که قبلاً متعلق به قربانی انسان بود.